# Коваленки (Белопольский район)
Коваленки (укр. Коваленки) — село,
Белопольский городской совет,
Белопольский район,
Сумская область,
Украина.
Код КОАТУУ — 5920610102. Население по переписи 2001 года составляло 19 человек .

## Географическое положение
Село Коваленки находится на правом берегу реки Вир,
выше по течению на расстоянии в 1 км расположено село Омельченки,
ниже по течению примыкает к городу Белополье,
на противоположном берегу — село Вороновка.
Река в этом месте извилистая, образует лиманы, старицы и заболоченные озёра.